# Lista de lutadores que tiveram seus títulos cassados pelo UFC
A história do Ultimate Fighting Championship (UFC) já teve diversos exemplos de cinturões que ficaram vagos por motivos alheios às lutas. Assim, este artigo traz uma lista de todos os lutadores que perderam o cinturão do UFC fora do octógono.
Não entram nesta lista lutadores que se aposentaram ou que abdicaram voluntariamente do título para a divisão não estagnar.
| #  | Lutador              | Data             | Título Cassado (Categoria)   | Motivo | Ref. |
| -- | -------------------- | ---------------- | ---------------------------- | --- | ---- |
| 1  | Randy Couture        | janeiro de 1998  | Peso pesado                  | Foi destituído após lutar no Vale Tudo Japan. |      |
| 2  | Jens Pulver          | março de 2002    | Peso leve                    | Foi destituído após não renovar com o UFC. |      |
| 3  | Josh Barnett         | julho de 2002    | Peso pesado                  | Foi destituído após testar positivo para anabolizante, em teste pós-luta contra Randy Couture. A conquista do título não foi anulada. |      |
| 4  | Murilo Bustamante    | outubro de 2002  | Peso médio                   | Foi destituído após assinar com o Pride. |      |
| 5  | B.J. Penn            | maio de 2004     | Peso meio-médio              | Foi destituído após assinar com o K-1. |      |
| 6  | Tim Sylvia           | setembro de 2003 | Peso pesado                  | Foi destituído após falhar no teste antidoping pós-luta, apesar da vitória contra Gan McGee. A defesa bem sucedida não foi anulada. |      |
| 7  | Frank Mir            | agosto de 2005   | Peso pesado                  | Foi destituído após se acidentar de uma moto |      |
| 8  | Sean Sherk           | dezembro de 2007 | Peso leve                    | Foi destituído após falhar no teste antidoping pós-luta, apesar da vitória contra Hermes França.A defesa bem sucedida não foi anulada. |      |
| 9  | Dominick Cruz        | janeiro de 2014  | Peso galo masculino          | Foi destituído após se lesionar repetidamente em uma ausência de 2 anos. |      |
| 10 | Jon Jones            | abril de 2015    | Peso meio-pesado             | Foi destituído após provocar um acidente de trânsito e fugir do local sem prestar socorro. |      |
| 11 | Jon Jones            | julho de 2016    | Interino do peso meio-pesado | Foi destituído após ser flagrado em teste pré-luta do UFC 200, em que ele enfrentaria o campeão linear Daniel Cormier pela unificação de títulos. |      |
| 12 | Conor McGregor       | novembro de 2016 | Peso pena masculino          | Foi destituído por se recusar seguidamente a defender o título, mesmo enfrentando Nate Diaz duas vezes no peso meio-médio e Eddie Alvarez pelo título dos leves. |      |
| 13 | Germaine de Randamie | junho de 2017    | Peso pena feminino           | Foi destituída por se recusar seguidamente a enfrentar Cristiane Justino. |      |
| 14 | Jon Jones            | setembro de 2017 | Peso meio-pesado             | Foi destituído após falhar no teste antidoping pós-luta do UFC 214, além da sua vitória ter sido convertida em no contest e o título devolvido a Daniel Cormier. |      |
| 15 | Conor McGregor       | abril de 2018    | Peso leve                    | Foi destituído por se recusar seguidamente a defender o título, mesmo enfrentando Floyd Mayweather no boxe. A sua destituição não foi automática, por causa do seu prestígio com a organização que tinha o interesse de mantê-lo campeão linear o máximo de dias possíveis, mas planejada para o inicio do UFC 223. |      |
| 12 | Tony Ferguson        | abril de 2018    | Interino do peso leve        | Foi destituído após sofrer uma lesão fora do ambiente de trabalho, em um palco de televisão durante a semana do UFC 223, que valeria o título linear contra Khabib Nurmagomedov. |      |
| 16 | Nicco Montaño        | setembro de 2018 | Peso mosca feminino          | Foi destituída, devido à constantes lesões e doenças, provocadas pela sua redução de peso. |      |
| 17 | Colby Covington      | setembro de 2018 | Interino do peso meio-médio  | Foi destituído por não está disponível, ao fim da suspensão médica contra Tyron Woodley no UFC 228. |      |
| 18 | Charles Oliveira     | maio de 2022     | Peso leve                    | Foi destituído por ter pesado 200 g acima do peso permitido contra Justin Gaethje no UFC 274, depois da polêmica da balança digital descalibrada do evento. |      |
| 19 | Francis Ngannou      | janeiro de 2023  | Peso pesado                  | Foi destituído após sair do UFC, devido a uma disputa contratual. |      |
| 20 | Jamahal Hill         | julho de 2023    | Peso meio-pesado             | Foi destituído após sofrer uma lesão no tendão de Aquiles. |      |